# 克雷丹
克雷丹（法語：Crédin，法語發音：[kʁedɛ̃]）是法国莫尔比昂省的一个市镇，位于该省北部，属于蓬蒂维区。

## 地理
克雷丹（48°2'5"N, 2°46'1"W）面积33.74 平方千米，位于法国布列塔尼大區莫尔比昂省，该省份为法国西北部沿海省份，位于布列塔尼半岛南部，北起阿摩尔滨海省、西接菲尼斯泰尔省，南濒大西洋，东南接大西洋卢瓦尔省，东临伊勒-维莱讷省。
与克雷丹接壤的市镇（或旧市镇、城区）包括：罗昂、布雷昂、普勒格里费特、雷吉尼、凯尔富恩、盖尔塔斯、埃沃利斯。

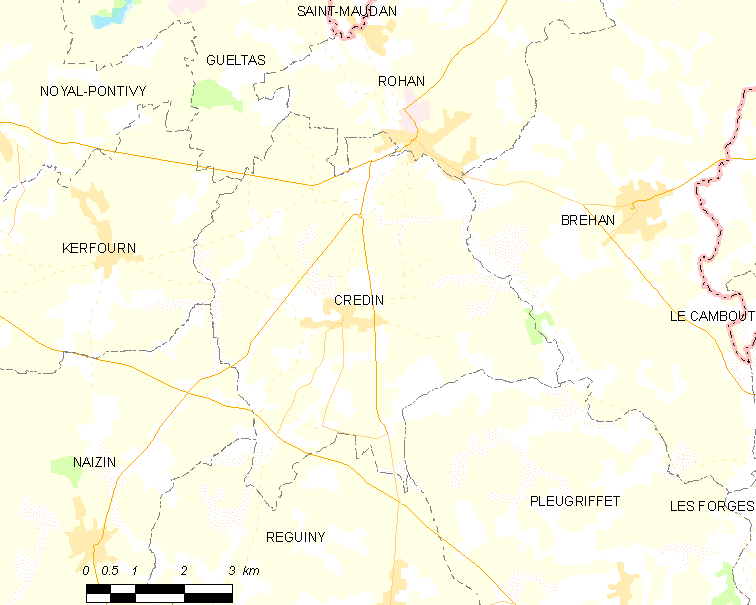
克雷丹的OSM定位图

克雷丹的时区为UTC+01:00、UTC+02:00（夏令时）。

## 行政
克雷丹的邮政编码为56580，INSEE市镇编码为56047。

## 政治
克雷丹所属的省级选区为格朗尚县。

## 人口

1962-2008年间克雷丹人口变化图示

克雷丹于2022年1月1日时的人口数量为1493人。